# 克萊森特 (內布拉斯加州)
克萊森特（英語：Clay Center）是一個位於美國內布拉斯加州克萊縣的城市。根據2010年美國人口普查，該地共人口760人，而該地的面積約為1.89平方千米。同時該地也是克萊縣的縣治。

## 地理
克萊森特的座標為40°31′20″N 98°03′18″W / 40.52222°N 98.05500°W，而該地的平均海拔高度為544米（即1785英尺）。